# عدل (اسم)
عدل هو اسم علم مذكر من أصل عربي، ومعناه هو الحق الإنصاف، ضد الظلم والعدل كذلك بمعنى العادل الكيل الجزاء السوية الاستقامة وهو اسم منهم عدل بن جزء جد يضرب به المثل.

## الأصل اللغوي
العَدْلُ  : الإنْصاف، وهو إعطاء المرء ما لَهُ وأخْذُ ما عليه.  العَدْلُ  العادِلُ، ويقال للواحد وغيره. يقال: امرأةٌ  عَدْلٌ،  وعَدْلَةٌ أيضًا.  العَدْلُ  المِثلُ والنَّظيرُ.  العَدْلُ  الجزاءُ.  العَدْلُ  الفِداءُ.،  وفي التنزيل العزيز:البقرة آية 123 وَلاَ يُقْبَلُ مِنْهَا  عَدْلٌ،  ) . والجمع : أعْدَالٌ.
العِدْلُ  : المِثْلُ والنَّظيرُ.  العِدْلُ  نصفُ الحِمْل يكونُ على أَحدِ جَنْبي البعير.  العِدْلُ  الجُوالقُ. والجمع : أَعْدَالٌ، وعُدُولٌ.
عَدَلَ  عَدَلَ عَدْلاً، وعُدُولا: مالَ. يقال: عَدَلَ  عن الطريق: حاد.  عَدَلَ  إليه: رَجَعَ.  عَدَلَ  في أمرِه عَدلا، وعَدَالَة، ومَعْدِلَة: استقام.  عَدَلَ  في حكمه: حَكَمَ بالعَدْل. يقال: عَدَلَ  فلانًا عن طريقه: رجَعَه.
وعَدَلَه إلى طريقه: عطَفَه.  عَدَلَ  الشيءَ عَدْلا: أقامه وسوَّاه. يقال: عَدَلَ  الميزانَ، وعَدَل السهمَ.  عَدَلَ  الشيءَ بالشيء: سوَّاه به وجعَله مثلَه قائما مقامه. يقال: عَدَلَ  بربِّه عَدْلا، وعُدُولا: أَشرك وسوَّى به غيره.،  وفي التنزيل العزيز: الأنعام آية 1ثُمَّ الَّذِينَ كَفَرُوا بِرَبِّهِمْ يَعْدِلُونَ) ) .
وعَدَلَ فلانا بفلان: سوَّى بينهما.  عَدَلَ  الأمتعةَ: جعلها أَعدالا متساوية لتُحْمَل.  عَدَلَ  فلانا في المِحْمَل: ركِبَ مَعَه.  عَدَلَ  الشيءَ بالشيءِ: ساواهُ فهو عادلٌ.
و عادلٌ.

## وصلات خارجية
- موسوعة السلطان قابوس لأسماء العرب نسخة محفوظة 5 أبريل 2019 على موقع واي باك مشين.